# ۵۹۱ (خورشیدی)
۵۹۱ پانصد و نود و یکمین سال هجری خورشیدی است.

## زادگان
- ۲۳ اسفند - مستعصم، (درگذشت: ۶۳۶)،آخرین خلیفهٔ عباسی